# Classification des psychoses de l'adulte
En psychiatrie, il existe plusieurs classifications des psychoses de l'adulte qui proposent une typologie des différentes formes de psychoses. Les deux principales classifications reconnues internationalement sont celle de la psychopathologie européenne dérivée des travaux d'Emil Kraepelin et de ceux de l'école française, qui se réfère également à la conception freudienne d'une opposition entre névrose et psychose. L'autre grande classification est celle de l'école nord-américaine de psychiatrie telle qu'elle est représentée  dans le manuel DSM-IV de l'association américaine de psychiatrie. Ces deux systèmes ne sont pas en correspondance.

## Classification des psychoses dans l'école européenne

### Psychoses aigües
Par définition, un état délirant est dit aigu s'il régresse en moins de six mois. Il peut être observé dans six cas :
- bouffée délirante aigüe ;
- psychose du post-partum ;
- psychoses toxiques ou organiques ;
- manie délirante ;
- mélancolie délirante ;
- états confusionnels.

### Psychoses chroniques
On parle de psychoses chroniques pour caractériser celles qui durent plus de six mois. Selon qu'il existe ou non un syndrome dissociatif, c'est-à-dire une forme de désorganisation psychique, on va parler de psychose chronique dissociative et de psychose chronique non dissociative.

#### Psychoses chroniques dissociatives: schizophrénie
Au sein de l'école française, il est d'usage de distinguer :
- schizophrénie simple ;
- hébéphrénie ;
- héboïdophrénie ;
- schizophrénie paranoïde ;
- schizophrénie catatonique.

#### Psychoses chroniques non dissociatives: délires chroniques

##### Délires paranoïaques
L'état délirant y est marqué par un recours prépondérant aux interprétations délirantes. On distingue trois types de paranoïa :
- les délires passionnels : érotomanie, délire de jalousie, délire de revendication ;
- le délire d’interprétation de Sérieux et Capgras ;
- le délire de relation des sensitifs de Kretschmer.

##### Psychose hallucinatoire chronique
Là ce sont les hallucinations qui prédominent.

##### Paraphrénie
L'état délirant y est sous-tendu par un mécanisme d'imagination délirante.

### En dehors de cette classification, quatre autres types de délire plus rares
- Le syndrome d'Ekbom
- Le syndrome de Cotard
- Le délire d'illusion des sosies de Capgras
- Le Syndrome de Fregoli

## Classification des psychoses dans leDSM-IV

### Schizophrénie
- Schizophrénie désorganisée
- Schizophrénie catatonique
- Schizophrénie paranoïde
- Schizophrénie résiduelle
- Schizophrénie indifférenciée
- Trouble schizophréniforme
- Trouble schizo-affectif

### Trouble délirant
Le fait d'avoir des délires, délires de grandeurs, imaginer avoir des super pouvoirs, imaginer que le monde nous veuille du mal, ou que l'on peut lire dans nos pensées, les délires sont divers et variées.

### Épisode psychotique bref
L'épisode psychotique bref est caractérisé par des idées délirantes, des discours désorganisés et un comportement catatonique.